# Estación Toco
Toco —también conocida como El Toco— fue una estación de ferrocarril que se hallaba en el desierto de Atacama de la Región de Antofagasta de Chile. Fue parte del Longitudinal Norte y actualmente se encuentra inactiva.

## Historia
Las obras de construcción del tramo del ferrocarril Longitudinal Norte entre las estaciones Toco y Chacance se realizaron durante 1911, siendo entregadas a fines del mismo. La estación estaba proyectada originalmente con el nombre de Santa Isabel (también mencionado como Santa Isabel del Toco).
Dada su cercanía con la estación Toco del Ferrocarril de Tocopilla al Toco —también conocida como Toco-Anglo para diferenciarla de la parada del Longitudinal Norte— se construyó un enlace entre ambas vías. La estación contaba con una bodega de 20 metros, un edificio que albergaba a la casa del jefe de estación y la boletería, un andén, un estanque de agua de 50 m³ para abastecer a las locomotoras, una casa de cambiador, una plataforma para metales y dos desvíos. Según Santiago Marín Vicuña la estación se ubicaba a 1085 m s. n. m.
La estación aparece en mapas oficiales de 1929, así como también es consignada en guías turísticas de 1949 y mapas de 1960, lo que da cuenta de su actividad constante a lo largo de las décadas.
La estación dejó de prestar servicios cuando finalizó el transporte de pasajeros en la antigua Red Norte de la Empresa de los Ferrocarriles del Estado en junio de 1975, siendo clausurada de manera formal el 15 de enero de 1979. Las vías del Longitudinal Norte fueron traspasadas a Ferronor y privatizadas, mientras que la estación fue abandonada.